# Smitsborg
De Smitsborg (tot 2 september 2014 Zernikeborg genaamd) is het ICT-infrastructureel knooppunt van Noord-Nederland en is gevestigd op het Zernikecomplex van de Rijksuniversiteit Groningen.
In het gebouw zit het Centrum voor Informatie Technologie, ruimtelijke expertisecentrum de Geodienst, de virtualisatieruimte CAVE (Computer Assisted Virtual Environment), een data-science groep en een supercomputer genaamd Habrok. Ook is er ruimte voor onderwijs.
De gebouwen op het Zernikecomplex waren traditioneel veelal zakelijk en kaal, opgetrokken uit beton en aluminium en voornamelijk functioneel. De Smitsborg brak met deze traditie en van de buitenkant is er dan ook geen rechte hoek aan te ontdekken. Hoewel binnen wel veel beton en vloertegelwerk te zien is, is de gevel bedekt met keramische leistenen. 
Het gebouw is genoemd naar Donald Smits, de eerste directeur van het Rekencentrum van de RUG. Het is ontworpen door de Rotterdamse architecte Maria Haag.